# Пушкино (Воскресенский район)
Пу́шкино — деревня в Воскресенском муниципальном районе Московской области. Входит в состав сельского поселения Ашитковское. Население — 50 чел. (2010).

## География
Деревня Пушкино расположена в восточной части Воскресенского района, примерно в 10 км к северу от города Воскресенск. Высота над уровнем моря 121 м. Через деревню протекает река Сушенка. В деревне 1 улица — Озерная. Ближайший населённый пункт — деревня Леоново.

## Название
Название связано с некалендарным личным именем Пушка.

## История
В 1926 году деревня являлась центром Пушкинского сельсовета Усмерской волости Бронницкого уезда Московской губернии.
С 1929 года — населённый пункт в составе Ашитковского района Коломенского округа Московской области, с 1930-го, в связи с упразднением округа и переименованием района, — в составе Виноградовского района Московской области. В 1957 году, после того как был упразднён Виноградовский район, деревня была передана в Воскресенский район.
До муниципальной реформы 2006 года Пушкино входило в состав Конобеевского сельского округа Воскресенского района.

## Население
В 1926 году в деревне проживало 201 человек (87 мужчин, 114 женщин), насчитывалось 52 хозяйства, из которых 47 было крестьянских. По переписи 2002 года — 48 человек (23 мужчины, 25 женщин).
| 1926 | 2002 | 2010 |
| ---- | ---- | ---- |
| 201  | ↘48  | ↗50  |